# Microrreserva Cabecicos de Villena
Cabecicos de Villena es una microrreserva de flora ubicada en Villena (Alicante, España) con una superficie de 2,3933 hectáreas, en las cercanías del Cabezo Redondo. Las especies prioritarias a proteger son la jabonera (Gypsophila struthium), la acelga de salobral (Limonium supinum), la zamarrilla (Teucrium libanitis), la herniaria de los yesos (herniaria fruticosa), así como Teucrium gnaphalodes, y Limonium caesium. También está sujeta a protección la vegetación gipsófila ibérica, Helianthemo-Teucrietum verticillati.
Se trata de una pequeña microrreserva con una buena representación de vegetación gipsícola del interior valenciano. En ella destacan los matorrales bajos, únicos capaces de soportar el ambiente estresante de los yesos, y el contraste climático de las altas temperaturas del verano y las fuertes heladas del invierno. En primavera aparecen algunas plantas anuales, también estrictamente gipsícolas, como la Campanula fastigiata o el Chaenorhinum rupestre. Además hay un fragmento de vegetación esteparia, parecida a la dominante en las estepas iranoturanianas, con plantas como las artemisias (Artemisia barrelieri, Artemisia lucentica, Artemisia herba-alta) o los jopos de lobo (Orobanche cernua).